# Karl August Varnhagen von Ense
Karl August Varnhagen von Ense (Düsseldorf, 21 de fevereiro de 1785 — Berlim, 10 de outubro de 1858) foi um cronista do romantismo, narrador, biógrafo e diplomata alemão.

## Biografia
Varnhagen estudou medicina em Berlim, mas dedicou-se principalmente à filosofia e à literatura, disciplinas que estudou nas universidades de Halle e de Tübingen. Começou sua carreira literária em 1804 como editor com Adelbert von Chamisso no Musenalmanach.
Alistou-se no exército austríaco em 1809, sendo ferido na batalha de Wagram. Subsequentemente acompanhou seu oficial superior, Príncipe Bentheim, a Paris, onde deu sequência aos seus estudos.  Trabalhou no serviço público prussiano em Berlim (1812), mas logo retomou a sua carreira militar, dessa vez como capitão no exército russo. Acompanhou Tettenborn, como ajudante, em Hamburgo e Paris, tendo registrado as suas experiências nas obras "Geschichte der Hamburger Ereignisse" (1813) e "Geschichte der Kriegzüge des Generals von Tettenborn" (1815).
Ense trabalhou no serviço diplomático prussiano e esteve presente no Congresso de Viena sob as ordens de Hardenberg, a quem ele também acompanhou em Paris em 1815.  
Casou-se com a escritora judia Rahel Levin em 1814, depois que ela se converteu ao cristianismo. Rahel não foi uma escritora de destaque, entretanto exercia uma grande influência entre o círculo de escritores, eruditos e artistas na capital prussiana, servindo de grande inspiração para Varnhagen von Ense.  
Depois da morte de sua esposa ele publicou uma seleção de seus escritos e várias de suas correspondências foram impressas. Varnhagen von Ense nunca se recuperou do choque causado pela morte de Rahel e ele próprio veio a falecer repentinamente em Berlim em 10 de outubro de 1858. Sepultado no Friedhöfe vor dem Halleschen Tor em Berlim.

## Obras selecionadas
- Goethe in den Zeugnissen der Mitlebenden, 1824
- Biographische Denkmale (5 vols.)
- Denkwürdigkeiten und vermischte Schriften (9 vols.)
- Biografia do general von Seydlitz (1834), marechal-de-campo Gebhard Leberecht von Blücher, Sophie Charlotte, rainha da Prússia (1837), marechal-de-campo Schwerin (1841), marechal-de-campo Keith (1844), e general Bülow von Dennewitz (1853).